# Microeurydemus
Microeurydemus là một chi bọ cánh cứng trong họ Chrysomelidae.
Chi này được miêu tả khoa học năm 1938 bởi Pic.

## Các loài
Chi này gồm các loài:
- Microeurydemus wraniki Lopatin in Lopatin & Konstantinov, 1994